# Cirsium lojkae
Cirsium lojkae là một loài thực vật có hoa trong họ Cúc. Loài này được Somm & et Levier mô tả khoa học đầu tiên năm 1895.